# Enrique Jordá
Enrique Jordá Gallastegi (San Sebastián, 24 de marzo de 1911-Bruselas, 18 de marzo de 1996) fue un director de orquesta español que trabajó fundamentalmente en Estados Unidos.
Se formó con Marcel Dupré y Paul Le Flem en París, donde debutó en 1938. Fue director de la Orquesta Bética de Sevilla. Dirigió de 1940 a 1945 la Orquesta Sinfónica de Madrid donde sucedió a Enrique Fernández Arbós. En Inglaterra dirigió la Orquesta Sinfónica de la BBC, donde fue calificado de nuevo Toscanini. Más tarde dirigió las orquestas Municipal de la Ciudad del Cabo y de Amberes. para terminar en la Orquesta Sinfónica de San Francisco, California, de 1954 a 1963.
Realizó varias grabaciones para RCA Records entre 1957 y 1958. Sus últimas grabaciones las realizó para Composers Recordings, Inc. en 1962. Terminó su carrera como director durante la gira por Europa de 1973 de la Orquesta de San Francisco.
En 1965 estrenó Rosaliana de Joaquín Rodrigo en La Coruña con la soprano Ana Higueras y la Orquesta Sinfónica de RTVE.  Escribió el libro:  El director de orquesta ante la partitura